# Siarhei Papok
Siarhei Papok (Minsk, 6 de enero de 1988) es un ciclista bielorruso que fue profesional entre 2014 y 2022.
En 2008 ganó los campeonatos nacionales de su país en la categoría sub-23 de ruta y contrarreloj. Después en 2012 y 2013 sería 2.º en el Campeonato de Bielorrusia en Ruta. Debutó como profesional en 2014 en las filas del equipo Rietumu-Delfin.

## Palmarés
2010
- Giro del Belvedere

2011
- La Popolarissima
- 1 etapa del Giro del Valle de Aosta

2012
- 2.º en el Campeonato de Bielorrusia en Ruta

2013
- 2.º en el Campeonato de Bielorrusia en Ruta
- Central European Tour Miskolc G. P.
- 2 etapas del Dookoła Mazowsza

2014
- 2.º en el Campeonato de Bielorrusia Contrarreloj

2015
- Gran Premio de Moscú
- 1 etapa de los Cinco Anillos de Moscú
- Gran Premio de Minsk
- 1 etapa del Tour de China I

2016
- 2 etapas del Tour de Ucrania
- Gran Premio de Vínnitsa
- Gran Premio de Minsk
- 2 etapas del Sharjah Tour
- Copa de los Emiratos Árabes Unidos

2017
- 1 etapa del Tour de Mersin

2018
- 2.º en el Campeonato de Bielorrusia en Ruta

2019
- 1 etapa de la Vuelta al Lago Qinghai[1]